# باول غاردنر
باول غاردنر (بالإنجليزية: Paul Gardner)‏ (22 سبتمبر 1957 في المملكة المتحدة - ) هو لاعب كرة قدم بريطاني في مركز الدفاع. لعب مع سوانزي سيتي ونادي بلاكبول ونادي بوري وويغان أتلتيك.